# Leonardo Fabiano da Silva e Silva
Leonardo Fabiano da Silva e Silva, genannt Leonardo Silva, (* 22. Juni 1979 in Rio de Janeiro) ist ein ehemaliger brasilianischer Fußballspieler.
Er startete seine Karriere in der Jugendmannschaft des America FC (RJ) aus Rio de Janeiro. Erst gegen Ende seiner Laufbahn stellte sich größerer Erfolg ein. Mit dem Cruzeiro EC aus Belo Horizonte spielte Leonardo Silva im Finale der Copa Libertadores 2009, unterlag hier aber dem Estudiantes de La Plata aus Argentinien. Diesen Titel konnte er sich aber 2013, nunmehr bei Atlético Mineiro dem Lokalrivalen von Cruzeiro tätig, sichern.
In die Nationalmannschaft wurde er 2012 einmal zum Superclásico de las Américas gegen die Auswahl von Argentinien berufen. Er saß im Rückspiel auf der Reservebank, kam aber nicht zum Einsatz.

## Erfolge
Brasiliense
- Distriktmeisterschaft von Brasília: 2002
- Série C: 2002

Vitória
- Staatsmeisterschaft von Bahia: 2008

Cruzeiro
- Staatsmeisterschaft von Minas Gerais: 2009
- Campeonato Internacional de Verano: 2009

Atlético Mineiro
- Staatsmeisterschaft von Minas Gerais: 2012, 2013, 2017
- Copa Libertadores: 2013
- Copa do Brasil: 2014
- Recopa Sudamericana: 2014

Nationalmannschaft
- Superclásico de las Américas: 2012

## Auszeichnungen
- Bola de Prata: 2012
- Prêmio Craque do Brasileirão: 2012